# توزیع گاما
توزیع گاما یکی از توزیع‌های احتمالی پیوسته است و دارای دو پارامتر مقیاس θ، و پارامتر شکل k می‌باشد. اگر k عددی طبیعی باشد آنگاه توزیع گاما معادل است با مجموع k متغیر تصادفی با توزیع نمایی با پارامتر {\displaystyle {\frac {1}{\theta }}}.

## تعریف
تابع چگالی احتمال به صورت زیر محاسبه می شود:
{\displaystyle f(x;k,\theta )=x^{k-1}{\frac {e^{-x/\theta }}{\theta ^{k}\,\Gamma (k)}}\ \mathrm {for} \ x>0\,\,\mathrm {and} \,\,k,\theta >0.}
که در آن {\displaystyle \Gamma } تابع گاما، θ پارامتر مقیاس، و k پارامتر شکل می‌باشند.
تابع گاما، انتگرالی همگراست و مقدار آن برابر با عددی مثبت است:
{\displaystyle \Gamma (k)=\int _{0}^{\infty }y^{k-1}.exp(-y)\,dy,k>0.}

## ویژگی‌ها
هرگاه k (پارامتر شکل) یک عدد صحیح و مثبت چون n باشد، می‌توان از توزیع گاما برای تخمین زدن مدت‌زمان لازم برای روی‌دادن n پیشامد استفاده نمود.

### توزیع مجموع
اگر {\displaystyle X_{i}\sim \Gamma \left(k_{i},\theta \right)} اگر n متغیر دو به دو مستقل از هم باشند، آنگاه:
{\displaystyle \sum _{i=1}^{N}X_{i}\sim \Gamma \left(\sum _{i=1}^{N}k_{i},\theta \right)\,\!}
در نتیجه توزیع گاما بی‌نهایت تقسیم‌پذیر است.

## توزیع‌های مرتبط
هرگاه k=۱ شود، حالت خاصی از توزیع گاما به وجود می‌آید که توزیع نمایی نامیده می‌شود.
به ازای k=2 نیز توزیع گاما برابر توزیع رایلی میشود. 